# Aguilar de Campos
Aguilar de Campos is een gemeente in de Spaanse provincie Valladolid in de regio Castilië en León met een oppervlakte van 49,83 km². Aguilar de Campos telt 266 inwoners (1 januari 2016).